# 최효경
최효경(2000년 5월 10일~)은 조선민주주의인민공화국의 레슬링 선수이다. 2024년 하계 올림픽에서 레슬링 여자 자유형 53 kg급 동메달을 획득했다.